# Bruggach
Bruggach (mundartlich: Brugach) ist ein Gemeindeteil von Bodolz im schwäbischen Landkreis Lindau (Bodensee) in Bayern. Der Weiler liegt circa zwei Kilometer nördlich von Bodolz und ist über die Bundesstraße 31 zu erreichen.

## Geschichte
Bruggach wurde erstmals urkundlich im Jahr 1336 als Bruggun erwähnt. Der Name leitet sich vermutlich von einer Brücke oder einem Knüppeldamm ab. Bis ins 16. Jahrhundert wurde der Ort als Bruggen angegeben.

## Baudenkmäler
Siehe: Liste der Baudenkmäler in Bruggach